# Alfred Paget (acteur)
Pour l’article homonyme, voir Alfred Paget (homme politique).
Pour les articles homonymes, voir Paget.
Alfred Paget (2 juin 1879 à Londres - 9 octobre 1919 à Winnipeg) est un acteur britannique du cinéma muet qui fait carrière aux États-Unis.
Par ailleurs, il est censé avoir réalisé un court-métrage : The Birthday Ring en 1913.

## Biographie
Alfred Paget est parfois crédité sous les noms de Alfred Padget, Al Padgett et Al Paget.

## Filmographie partielle
- 1908 : A Smoked Husband de D. W. Griffith
- 1908 : La Chanson de la chemise (The Song of the Shirt) de D. W. Griffith
- 1908 : Cœur de Zoulou (The Zulu's Heart) de D. W. Griffith
- 1908 : Le Roman d'une juive (Romance of a Jewess) de D. W. Griffith
- 1909 : Amour et Politique (The Politician's Love Story) de D. W. Griffith
- 1910 : Les Liens du destin (The Thread of Destiny) de D. W. Griffith
- 1911 : Teaching Dad to Like Her de D. W. Griffith et Frank Powell
- 1911 : La Dernière Goutte d'eau (The Last Drop of Water) de D. W. Griffith
- 1911 : The Chief's Daughter de D. W. Griffith
- 1911 : The Battle de D. W. Griffith
- 1911 : Cured de Frank Powell
- 1912 : Heredity de D. W. Griffith
- 1912 : Sous un ciel de feu (Under Burning skies) de D. W. Griffith
- 1912 : For His Son de D. W. Griffith
- 1912 : Le Chapeau de New York (The New York Hat), de D. W. Griffith
- 1912 : The Massacre de D. W. Griffith
- 1912 : Blind Love (ou A Blind Love) de D. W. Griffith
- 1912 : Cœur d'apache (The Musketeers of Pig Alley) de D. W. Griffith
- 1912 : The Burglar's Dilemma de D. W. Griffith
- 1912 : The Lesser Evil de D. W. Griffith
- 1912 : A Close Call de Mack Sennett
- 1913 : La Jeune Téléphoniste et la Femme du monde (The Telephone Girl and the Lady) de D. W. Griffith
- 1913 : Le Marathon de la mort (Death's Marathon) de D. W. Griffith
- 1914 : Brute Force de D. W. Griffith
- 1915 : Le Timide (The Lamb) de Christy Cabanne
- 1915 : Enoch Arden de Christy Cabanne
- 1915 : The Martyrs of the Alamo de Christy Cabanne
- 1916 : Intolérance de D. W. Griffith
- 1917 : Aladin (Aladdin and the Wonderful Lamp)
- 1918 : The Girl with the Champagne Eyes de Chester M. Franklin